# Brachycrotaphus brevis
Brachycrotaphus brevis är en insektsart som beskrevs av Boris Petrovich Uvarov 1938. Brachycrotaphus brevis ingår i släktet Brachycrotaphus och familjen gräshoppor. Inga underarter finns listade i Catalogue of Life.